# Aulopareia atripinnatus
Aulopareia atripinnatus är en fiskart som först beskrevs av Smith, 1931.  Aulopareia atripinnatus ingår i släktet Aulopareia och familjen smörbultsfiskar. Inga underarter finns listade.